# ATC (Terni)
L'ATC, sigla di Azienda Trasporti Consorziali, è un'azienda di servizi che operava prevalentemente nel campo della gestione della sosta nella provincia di Terni.

## Settori di attività
Oltre ad operare parcheggi in struttura fra cui il parcheggio sotterraneo di San Francesco, e il parcheggio di superficie di Vocabolo Staino a Terni, l'azienda cura altresì la gestione dell'aviosuperficie Alvaro Leonardi.
Fino al 1º dicembre 2010 ATC era inoltre titolare del contratto di servizio per l'esercizio del trasporto pubblico in provincia, attività da allora confluita in Umbria Mobilità.

## Storia
L'ATC nacque a Terni nel 1978 per gestire il sistema di trasporti pubblici cittadini incorporando le precedenti società di gestione; nel 2000 la stessa fu trasformata in società per azioni.